# 高猛

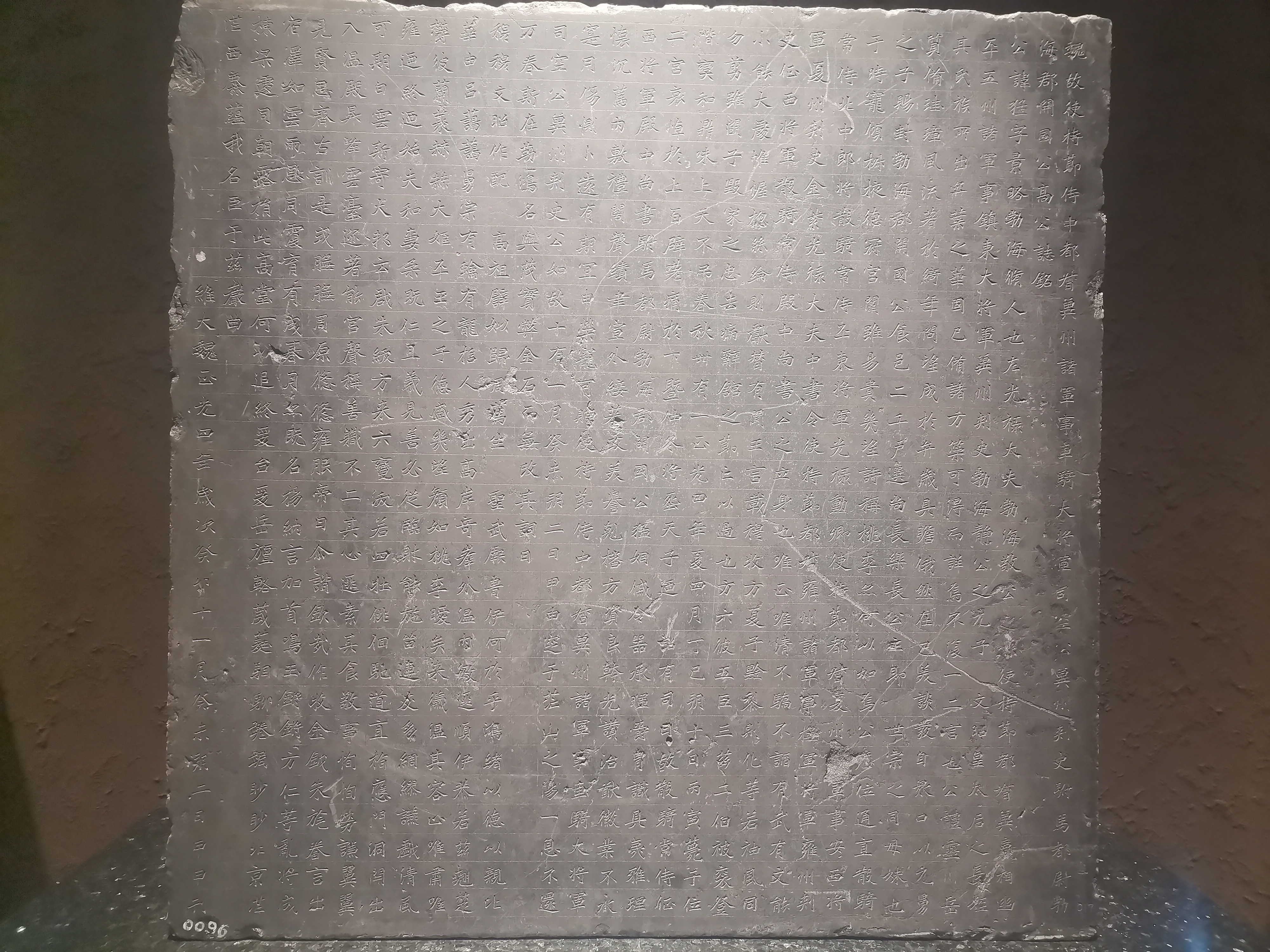
高猛墓誌（洛陽博物館藏）

高猛（483年—523年5月10日（正光四年四月初十）），字豹儿。北朝北魏渤海郡（今河北南皮县东）人，高肇长兄高琨子。
499年六月廿四日，魏宣武帝追赐外祖父高颺爵号为勃海公，谥号为敬，让其嫡孙高猛袭爵位。又封舅舅高肇为平原公、高显为澄城公，高猛娶宣武帝同母妹长乐公主，拜驸马都尉，历中书令、雍州刺史、殿中尚书等职，有干练之称。515年，魏孝明帝任命高肇录尚书事，任命王显和勃海公高猛等人共同作为侍中。《高猛墓志》於北魏正光四年（523年）刻在其最終職務封爵為「散骑常侍、征西将军、殿中尚书、驸马都尉、勃海郡开国公」，赠爵「使持节侍中、都督兴州诸军事、车骑大将军、司空公、兴州刺史」，墓志書風清峻，河南洛陽出土，今存洛陽博物館。
高猛与情妇有一子，临终才敢告知公主。公主将此子带回为他送终。不久此子去世，高猛遂无后。